# Гаграпста
Гаграпста (груз. გაგრაფსთა) — село в Абхазии, в Гагрском районе частично признанной Республики Абхазия, согласно административному делению Грузии — в Гагрском муниципалитете Абхазской Автономной Республики. Высота над уровнем моря составляет 100 метров.

## Население
По данным 1959 года в селе Гаграпста жило 35 человек, в основном армяне. В 1989 году в селе проживало 147 человек, также в основном армяне.